# George Buckley
George Buckley (1866–1937) fue un explorador de neozelandés de la Antártida. Participó en la expedición Nimrod comandada por Ernest Shackleton.

## Expedición
Buckley conoció a Shackleton en Nueva Zelanda cuando el Nimrod realiza una escala allí en 1906. Inmediatamente intenta convencer a Shackleton para que lo contrate por lo menos para las etapas iniciales de la expedición, prometiendo regresar a bordo del buque Koonya. Luego de pensarlo finalmente Shackleton acuerda incorporarlo a la expedición.
En la Antártida, la bahía Buckley, la isla Buckley y el monte Buckley fueron nombrados en su honor, la primera de estos accidentes geográficos por la expedición Aurora.